# Joe Rushton
Joseph Augustine Rushton jr. (ur. 7 listopada 1907 w Evanston, zm. 2 marca 1964 w San Francisco) – amerykański saksofonista jazzowy, grający głównie dixieland. Uznawany za najlepszego saksofonistę basowego w historii jazzu.

## Życiorys
Instrumentem, na którym zaczął grać muzykę była perkusja. Następnie sięgnął po klarnet, później kolejno grał na saksofonach: sopranowym, altowym, tenorowym i barytonowym, żeby ostatecznie wybrać w 1928 basowy.
Od 1928 do 1931 prowadził w Chicago własny zespół. Okazjonalnie występował też z grupą The California Ramblers, grając na różnych instrumentach. Następnie na pewien czas przestał zajmować się muzyką w pełnym wymiarze i podjął pracę w zakładach lotniczych. Po powrocie na estradę grał w latach 1942–1943 w zespołach skrzypka i puzonisty Teda Weemsa, kornecisty Jimmy’ego McPartlanda, klarnecistów Buda Freemana oraz Benny’ego Goodmana. Nstępnie do 1945 pracował w orkiestrze Horace’a Heidta, a potem wrócił do zakładów samolotowych.
W 1947 dołączył do popularnej formacji The Five Pennies Reda Nicholsa, w której grał do wiosny 1963. Odbył z nią liczne tournées w kraju i za granicą. Brał udział w nagraniach zespołu, wykonując wiele partii solowych. Nagrywał również z puzonistą Floydem O’Brienem i zespołem The Rampart Street Paraders. Jako lider zarejestrował w wytwórni Jump Records zaledwie sześć utworów w 1945 i 1947. Przez całą karierę pracował jako sideman, co decydująco przyczyniło się do tego, że nigdy nie zaznał sławy.
Zmarł nagle na zawał serca, prowadząc samochód. Wracał do domu po koncercie w klubie w San Francisco. Miał 56 lat. Pozostawił po sobie syna – Josha, który jest dysponentem wielu pamiątek po ojcu.

## Wybrana dyskografia
- 1948 Rushton’s California Ramblers – Oh Baby/Ja-Da (Jump Records) – 78 RPM
- 1955 Rampart and Vine – Rampart Street Paraders (Columbia)

Zestawienie wg dat wydania płyt